# Bad for Good
Bad for Good è un album in studio del cantautore statunitense Jim Steinman, pubblicato nel 1981.

## Tracce
Side 1
1. Bad for Good – 8:45
2. Lost Boys and Golden Girls – 4:36
3. Love and Death and an American Guitar – 2:38
4. Stark Raving Love – 7:23

Side 2
1. Out of the Frying Pan (And into the Fire) – 6:12
2. Surf's Up – 5:25
3. Dance in My Pants (duet with Karla DeVito) – 7:58
4. Left in the Dark – 7:58